# 1972年ミュンヘンオリンピックのフランス選手団
1972年ミュンヘンオリンピックのフランス選手団（1972ねんミュンヘンオリンピックのフランスせんしゅだん）は、1972年8月26日から9月11日にかけて西ドイツのミュンヘンで開催された1972年ミュンヘンオリンピックのフランス選手団、およびその競技結果。

## 概要
今大会は金メダル2個、銀メダル4個、銅メダル7個の合計13個のメダルを獲得した。

## メダル
| メダル | 選手名                                                                            | 競技   | 種目             |
| ------ | --------------------------------------------------------------------------------- | ------ | ---------------- |
| 金     | ダニエル・モレロン                                                                | 自転車 | 男子スプリント   |
| 銀     | ギー・ドルー                                                                      | 陸上   | 男子110mハードル |
| 銅     | ジル・ベルトゥール ダニエル・ヴェラスク フランシス・ケルビリウ ジャック・カレット | 陸上   | 男子4×400mリレー |
| 銅     | ジャン＝ジャック・ムニエル                                                        | 柔道   | 男子63kg以下級   |
| 銅     | ジャン＝ポール・コシュ                                                            | 柔道   | 男子80kg以下級   |
| 銅     | ジャン＝クロード・ブロンダニ                                                      | 柔道   | 男子無差別級     |